# Misty's Secret
Pour plus de détails, voir Fiche technique et Distribution.
Misty's Secret est un vidéofilm américain réalisé par William Hellfire et sorti en 2000.

## Synopsis
L'histoire se concentre sur Misty, une jeune femme qui mène une double vie. À première vue, Misty semble être une personne ordinaire, mais elle cache un secret sombre et mystérieux. En explorant ses désirs et ses peurs, le film plonge dans des thèmes de voyeurisme, de sexualité et de manipulation. À travers une série de rencontres et de révélations, le film expose les aspects les plus intimes et troublants de la vie de Misty, tout en maintenant une atmosphère de suspense et de tension.
La co-locataire de Misty, Tina, va rebooster la sexualité de son amie. Ruby, leur voisine indiscrète, va les surprendre.

## Fiche technique
- Titre : Misty's Secret
- Réalisateur : William Hellfire
- Scénario :
- Monteur : John Bacchus
- producteur : Michael Raso
- Société de production : Seduction Cinema
- Langue : Anglais
- Format : Couleurs
- Pays de production :  États-Unis
- Genre : Romance saphique
- Durée : 50 minutes
- Date de sortie :
  - États-Unis : 2000

## Distribution
- Misty Mundae : Misty
- Tina Krause : Tina
- Ruby Larocca : Ruby